# Prystynamycyna
Prystynamycyna, pristynamycyna – naturalny antybiotyk z grupy streptogramin, będący mieszaniną dwóch związków chemicznych: prystynamycyny IA (antybiotyku z grupy streptogramin B) i prystynamycyny IIA (antybiotyku z grupy streptogramin A). Jest wytwarzany przez bakterie Streptomyces pristinaespiralis.
Półsyntetyczne pochodne prystynamycyny stosowane są w medycynie do zwalczania zakażeń wieloopornymi szczepami gronkowca złocistego.

## Mechanizm działania
Streptograminy hamują syntezę białek bakteryjnych poprzez łączenie się z podjednostką rybosomalną 50S w pobliżu wejścia do tunelu, przez który wychodzi z rybosomu łańcuch peptydowy. Miejsce wiązania streptogramin B częściowo pokrywa się z miejscem wiązania makrolidów i linkozamidów, przez co podczas powstawania oporności bakterii na któryś z tych antybiotyków, powstaje oporność krzyżowa również na pozostałe dwie grupy antybiotyków (oporność typu MLSB).